# Dambach-la-Ville
Dambach-la-Ville è un comune francese di 1 996 abitanti situato nel dipartimento del Basso Reno nella regione del Grand Est.

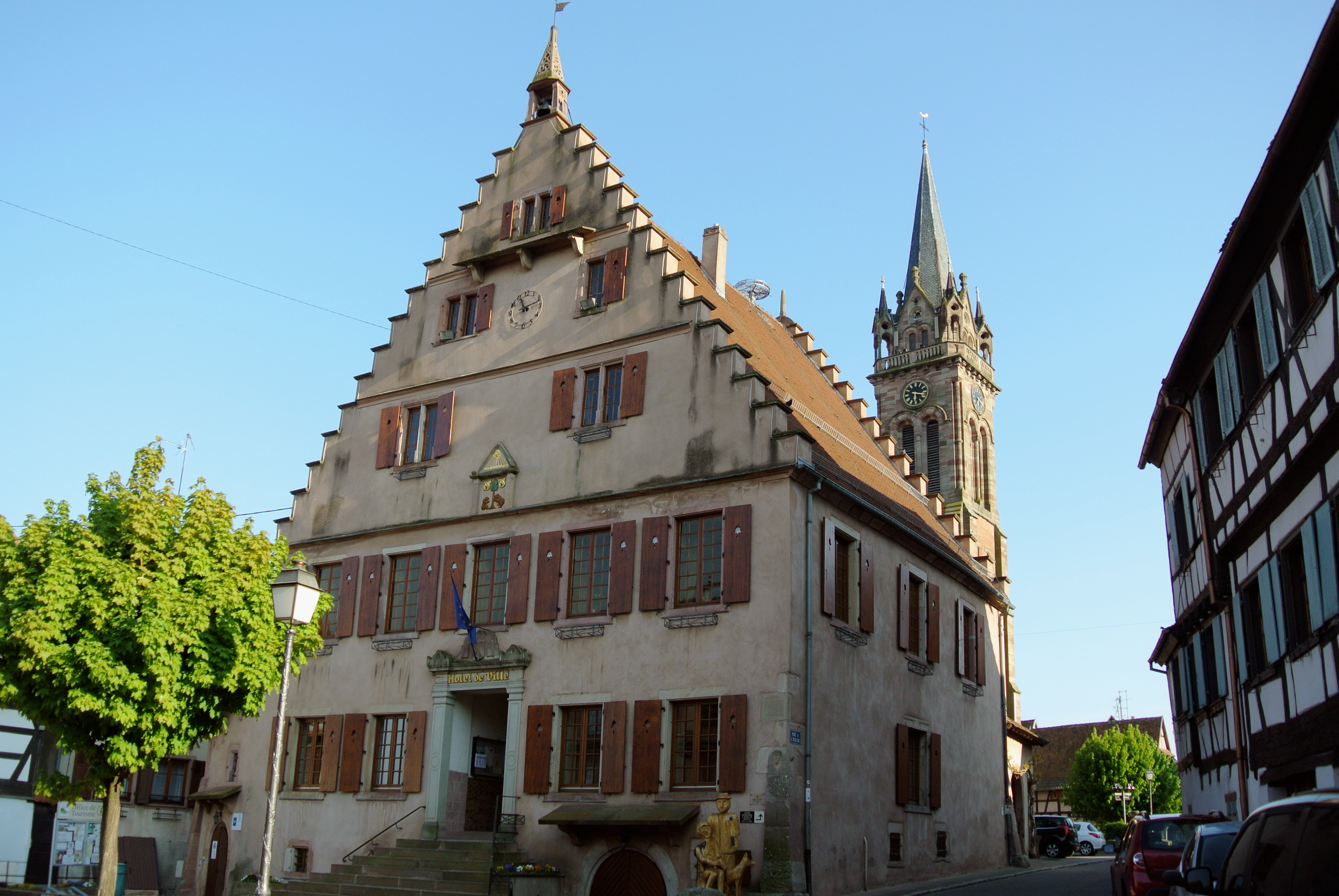
Municipio

## Società

### Evoluzione demografica
Abitanti censiti